# أولف كيرشتن
اولف كيرشتن (بالألمانية: Ulf Kirsten)‏ من مواليد 1965، وبدء مسيرته مع فريق دينمو درسدن الألماني الشرقي عام(1983) ولعب له سبع مواسم حقق فيها بطولتين للدوري الألماني الشرقي عامي (1989، 1990) كما فاز بكاس ألمانيا الشرقية ثلاث مرات اعوام (1984، 1985، 1990) وأوروبيا وصل لنصف نهائي كاس الاتحاد الأوروبي عام(1989) كابرز نتيجة، وخلال هذه الفترة سجل كيرشتن (57) هدف لدينمو درسدن في الدوري في (154) مباراة، وفي عام (1990) اختير أفضل لاعب في ألمانيا الشرقية بعد الفوز بالدوري والكاس وفي نفس العام، ترك دينمو درسدن وانتقل إلى باير ليفركوزن.

## كيرشتن مع ليفركوزن
عام (1990) انتقل كيرشتن إلى ليفركوزن لتبدء مسيرته الطويلة مع النادي والتي استمرت (13) سنة حيث اعتزل نهائيا اللعب عام (2003)، وخلال هذه الفترة الطويلة في ليفركوزن عاش كريستن أفضل مستوياته الكروية واستطاع فيها ان يدون اسمه في تاريخ النادي كأفضل واعظم هداف للنادي فخلال مسيرته مع ليفركوزن والتي لعب فيها (350) مباراة في البوندسليغا استطاع أن يسجل (182) هدف، ليكون أكثر لاعب مسجل للاهداف في تاريخ النادي، إنجازاته مع ليفركوزن لم يكن فيها سوى تتويج واحد وهو الفوز بكاس ألمانيا عام (1993) اما الإنجازات الأخرى فكانت وصافات، حيث حل ليفركوزن وصيفا للدوري اربع مواسم(1997، 1999، 2000، 2002) كما حصل وصيف للكاس في عام(2002) وأيضا وصيف ابطال أوروبا (2002)

## كيرشتن والموسم الذي لا ينسى
لاشك ان موسم (2001-2002) هو موسم لاينسى في تاريخ ليفركوزن، وهو موسم يحمل في نفس الوقت ذكريات رائعة ومفرحة وأيضا ذكريات حزينة، فالفريق قدم مستوى كبير ومميز، ونافس على البطولات الثلاثة (الدوري، الكاس، ابطال أوروبا)، وكان الفريق يملك تشكيلة رائعة من النجوم وقدم مستويات متميزة في الأداء، إلا أن الذكريات الحزينة هي بخسارة ليفركوزن جميع البطولات وو احتل الوصافة في جميعها،
على الرغم من أن كيرشتن كان قد أصبح كهلا وكبيرا في السن (37) سنة، لكن على الرغم من ذلك استطاع أن يثبت نفسه في هذا الموسم واستطاع أن يترك بصمة مع الفريق في ذلك الموسم، ففي ابطال أوروبا البطولة الأهم، لعب كيرشتن في جميع مباريات ليفركوزن، باستثناء مبارتي الذهاب والإياب في نصف النهائي امام مانشستر وكذلك مبارتي الإياب امام يوفنتوس وديفورتيفو ومباراة الذهاب امام ليون، وفي أغلب المباريا ت كان يشارك احتياطي، إلا أن كيرشتن لم يكتفي فقط بالمشاركة دون فاعلية، بل استطاع أن يثبت نفسه وكان له دور موثر حيث سجل اهداف حاسمة لليفركوزن، منها هدف الفوز الوحيد على ليون الفرنسي في الدور الأول، وفي دور المجموعات الثاني استطاع كيرشتن ان ينقذ ليفركوزن من الخسارة امام الارسنال حيث سجل هدف التعادل في الدقيقة (90) في المباراة الثالثة في المجموعة وحقق تعادلا ثمينا لليفركوزن، كما سجل هدفين منهم هدف في الملحق على بارتيزان وهدف على فنربقشة ليكون له (4) اهداف في الموسم ويكون من أبرز هدافي الفريق في البطولة خلف مايكل بلاك واوليفر نويفل.

## كيرشتن مع منتخب ألمانيا
يعتبر كيرشتن اللاعب الوحيد الذي وصل إلى (100) مباراة دولية مع منتخبين ,, حيث لعب لمنتخب ألمانيا الشرقية (49) مباراة في الفترة (1985-1990) وسجل (14) هدف ومن ثم لعب لمنتخب ألمانيا (51) مباراة في الفترة(1990-2000) وسجل (21) هدف. وشارك في كاس العالم (1994) لكنه لم يلعب أي مباراة، كما شارك في كاس العالم (1998) ولعب اربع مباريات احتياطي، وشارك في امم أوروبا (2000) ولعب مبارتين الأولى احتياطي والثانية لعبها أساسي امام البرتغال، وبعد البطولة اعتزل اللعب دوليا، لم يحظى بفرصة للعب كأساسي في البطولات، وابرز هدف له هو في مرمى البرازيل في مباراة ودية عام (1997) انتهت بفوز البرازيل بهدفين مقابل هدف.

## السجل التهديفي لكيرشتن
يملك اولف كرستن سجل كبير جدا في التهديف وارقام رائعة ومميزة :
سجل كيرشتن(182) هدف في البوندسليغا في (350) مباراة لعبها وهذا العدد الكبير من الأهداف يضعهه في المرتبة الخامسة في ترتيب هدافي البوندسليغا تاريخيا بعد جيرد مولر (365 هدف) وكلاوس فيشر(268 هدف) ويوب هنغيز (220 هدف) وبورغسمولر (213 هدف). كما أن كيرشتن بتسجيله (182) هدف لليفركوزن، يكون بهذا الرقم الهداف التاريخي للنادي.
توج اولف كي رستن هدافا للدوري الألماني ثلاث مرات في مواسم (92-93) برصيد (20) هدف و(96-97) برصيد (22) هدف، وموسم (97-98) برصيد (22) هدف، وهو ياتي في المركز الثاني خلف جيرد مولر في عدد مرات التتويج بلقب الهداف، حيث توج مولر هدافا (7) مرات.
على المستوى الأوروبي يملك كرستن سجل كبير في التهديف فهو توج هدافا لبطولة كاس الكؤوس الأوروبية موسم (93-94) برصيد (5) اهداف، وتوج هدافا لكاس الاتحاد الأوروبي موسم(94-95) برصيد (10) اهداف. ومجموع الأهداف التي سجلها كرستن في البطولات الأوروبية من جميع مشاركاته هو (40) هدف في (75) مباراة لعبها في البطولات الأوروبية وبذلك يكون كيرشتن ثالث أفضل هداف ألماني في البطولات الأوروبية تاريخيا خلف جيرد مولر الأول (69 هدف) ويوب هنغيس الثاني (51 هدف)

## الجدول التالي يشمل ارقامه التهديفية بشكل مختصر
الهداف التاريخي لباير ليفركوزن في البوندسليغا ب (182) هدف
خامس أفضل هداف في تاريخ البوندسليغا ب (182) هدف
هداف الدوري الألماني ثلاث مواسم (92-93، 96-97، 97-98)
ثاني أكثر لاعب تتويجا بلقب الهداف للبوندسليغا ب (3) مرات
هداف كاس الكؤوس الأوروبية موسم (93-94)
هداف كاس الاتحاد الأوروبي موسم (94-95)
ثالث أفضل هداف ألماني بالبطولات الأوروبية ب (40) هدف